# Premiul Satellite pentru cel mai bun film
Premiul Satellite pentru cel mai bun film este un premiu anual acordat de Academia Internațională de Presă. Categoria a fost înființată în 2011 după comasarea categoriilor Cel mai bun film - Dramă și Cel mai bun film - Muzical sau Comedie.

## Anii 2010
- 2011 - The Descendants
  - The Artist
  - Drive
  - Hugo
  - Moneyball
  - Shame
  - Tinker, Tailor, Soldier, Spy
  - War Horse

- 2012
  - Skyfall
  - Lincoln
  - Argo
  - Beasts of the Southern Wild
  - Zero Dark Thirty
  - Silver Linings Playbook
  - Life of Pi
  - Moonrise Kingdom
  - Les Misérables